# Alonso de Ledesma
Pour les articles homonymes, voir Ledesma.
Alonso de Ledesma, né en 1562 à Ségovie où il est mort en 1633, est un poète espagnol.

## Biographie
On ne sait à peu près rien de la vie de Ledesma, dont les écrits, après avoir été l’objet d’un extrême engouement, sont tombés dans une défaveur complète.
Ses contemporains l’avaient surnommé « le Divin », et Lope de Vega parle de lui avec admiration. Il dut ce succès a des pensées recherchées, brillantes et pleines d’enflure, qui firent de lui l’un des chefs de l’école espagnole des conceptistes et des cultistes, et le rival de Góngora. il a été suivi de manière enthousiaste par Francisco Quevedo, Luis Vélez de Guevara ainsi que Baltasar Gracián.
Le principal ouvrage où il les prodigue l’allégorie, l’équivoque, l’énigme, qui sont les fondements de son œuvre, est un recueil de Conceptos spirituales (Madrid, 1600, 1606, 1616, 3 part. in-8°, 9 édit.). Ledesma y explique les principaux points de la doctrine chrétienne sous une forme allégorique. Pour exposer l’organisation de l’Église, il la compare à une université qui possède son Collège des Langues ; les professeurs, au nombre de douze, y figurent les Apôtres ; le fondateur a assuré la subsistance des boursiers sous les espèces du pain et du vin ; le chancelier est le Christ, le recteur, Saint Pierre, etc.
On cite en outre de Ledesma : un volume de pièces joyeuses et satiriques, Juegos de la Nocha Buena (Barcelone, 1611, in-8°), interdit par l’Inquisition ; une fiction en prose, El Monstruo imaginado (Ibid., 1615, in-8°), assemblage incohérent de coq-à-l’âne et de quiproquos à peine dignes de la foire, précédée de ballades ; des Épigrammes (Madrid, 1625), etc.